# Stegophiura stuwitzii
Stegophiura stuwitzii är en ormstjärneart som först beskrevs av Christian Frederik Lütken 1858.  Stegophiura stuwitzii ingår i släktet Stegophiura och familjen fransormstjärnor. Inga underarter finns listade i Catalogue of Life.